# Element Skateboards
La Element Skateboards è stata fondata nel 1992 con il nome di Underworld Element ed è tuttora una delle più grandi produttrici di tavole da skateboard del mondo. Vanta nel suo team campioni come Chad tim tim, Nyjah Huston, Bam Margera, Bucky Lasek, Mike Vallely, Darrel Stanton, Chad Muska e molti altri.
La Element, inoltre, è anche produttrice di una linea di scarpe e abiti.
Ultimamente ha prodotto il video "This is my element" (pubblicato solamente su internet) e per questa estate è previsto l'arrivo di un nuovo video sullo skate.
Element Skateboards ha negozi a Boise, New York, Honolulu, Orlando (Florida), Nottingham, Bristol, Liverpool, Plymouth, Burlington (Canada), Montréal, Sydney, Melbourne, Madrid e Parigi.